# Esperimenti nazisti sul congelamento umano
Gli esperimenti nazisti sul congelamento umano furono una serie di sperimentazioni umane condotte nel campo di concentramento di Dachau, in Germania, durante la Seconda guerra mondiale, con l'obiettivo di verificare quanto e come potesse resistere l'organismo umano se sottoposto a una brusca variazione di temperatura corporea e, secondariamente, se esistessero possibilità di rianimare i soggetti.
L'ente promotore fu il Deutsche Versuchsanstalt für Luftfahrt (Istituto tedesco per le ricerche sul volo), che sperava di trarne qualche dato utile alla sopravvivenza degli aviatori tedeschi abbattuti nel corso di battaglie aeree sul mare. Il responsabile principale dell'operazione fu il dottor Sigmund Rascher, un giovane medico appartenente alle SS e vicino a Himmler.

## I primi esperimenti
Le sperimentazioni si tennero nel Blocco 5 del lager: qui venne creata un'area nella quale venne posta una vasca d'acqua profonda due metri.
I prigionieri destinati a fare da cavie venivano vestiti con tute da aviatori e immersi nell'acqua gelata per un periodo che andava da un'ora a un'ora e mezza. Invariabilmente, quando la temperatura corporea scendeva al di sotto dei 28 °C, il prigioniero moriva. Una lunga serie di decessi fece concludere a Rascher che non esisteva un materiale in grado di proteggere l'organismo umano da queste temperature.
Per quanto riguarda la rianimazione, i medici segnalarono che un bagno caldo a 40 °C o 50 °C sarebbe stato abbastanza efficace per riportare qualche prigioniero alle sue funzioni corporee. Himmler, tuttavia, fece notare che non sarebbe stato possibile avere sempre a disposizione apparecchi in grado di innalzare la temperatura a tale valore, e chiese di verificare la pratica alternativa del "riscaldamento umano".

## Il "riscaldamento umano"
La tecnica del riscaldamento umano era in uso prevalentemente presso le comunità di pescatori del Mare del Nord. Qui, il pescatore semiassiderato veniva messo a letto con la moglie, che lo riscaldava con il calore del suo corpo.
Il 22 settembre 1942, Rascher riceveva dunque l'ordine di effettuare alcuni esperimenti sul "calore animale", e di prepararne un dettagliato rapporto.
Per questa operazione furono inizialmente consegnate a Rascher quattro donne zingare, di media età e di corporatura robusta, prelevate dal block loro destinato (una di esse sostituì una prostituta rifiutata da Rascher per il suo aspetto, giudicato troppo "nordico").
I soggetti, seguendo la solita procedura, venivano immersi in fusti di acqua mista a ghiaccio, dove erano lasciati sino all'incoscienza. Quindi, la vittima congelata veniva denudata e posta su un letto, sul quale erano state fatte stendere due donne anch'esse completamente nude. Queste erano obbligate ad abbracciare, da una parte e dall'altra, il corpo del soggetto assiderato. Sui tre venivano poi stese lenzuola e coperte.
Al contrario che in altri esperimenti, le gitane non furono fatte lavare prima dell'esperimento: si voleva infatti verificare se l'acre odore emanato dai loro corpi potesse stimolare l'olfatto della vittima, favorendone la ripresa.
In altri esperimenti il soggetto era collocato nel letto con un'unica donna. L'unica deduzione scientifica ricavata da questi discutibili esperimenti fu che il processo di rianimazione otteneva risultati migliori con una sola donna che con due o tre in quanto "la presenza di un unico partner rimuoveva le inibizioni personali e spingeva la donna a stringersi più intimamente alla vittima congelata." Il processo di rianimazione poteva durare dalle quattro alle otto ore, ma si ha notizia di prigioniere costrette a riscaldare i corpi per periodi più lunghi, talvolta anche di un giorno. Durante la rianimazione, le donne ricevettero un termometro nell'ano, che non segnalò variazioni apprezzabili di temperatura. Quella della vittima, misurata in tre punti diversi, restava invariata nella prima ora, per poi crescere progressivamente sino a stabilizzarsi, dopo la terza ora, su un valore di 36,8 °C.
Quando i soggetti riprendevano conoscenza, le prigioniere dovevano lasciarli e sistemarsi al loro fianco. Le coperte venivano rimosse. In preda al disorientamento, essi tendevano quasi meccanicamente a ricercare il corpo nudo e caldo della donna che li aveva rianimati. Alcuni vi ricaddero addormentati, altri manifestarono un intenso desiderio sessuale e copularono a lungo con loro. Terminato l'esperimento, dall'utero delle donne che avevano subito il rapporto sessuale furono prelevate tracce di liquido seminale per esaminarne la composizione chimica.
In un caso, il calore emesso dalla donna non fu sufficiente e il soggetto morì, presentando sintomi attribuibili ad un'emorragia cerebrale (e confermati dall'autopsia successiva).

## Conclusione ed esito degli esperimenti
| Esperimento No. | Temperatura dell'acqua (°C) | Temp. del corpo umano quando rimosso dall'acqua (°C) | Temp. del corpo al sopraggiungere della morte (°C) | Durata della permanenza in acqua (') | Sopraggiungere della morte (') |
| --------------- | --------------------------- | ---------------------------------------------------- | -------------------------------------------------- | ------------------------------------ | ------------------------------ |
| 5               | 5,2°                        | 27,7°                                                | 27,7°                                              | 66'                                  | 66'                            |
| 13              | 6°                          | 29,2°                                                | 29,2°                                              | 80'                                  | 87'                            |
| 14              | 4°                          | 27,8°                                                | 27,5°                                              | 95'                                  | 100'                           |
| 16              | 4°                          | 28,7°                                                | 26°                                                | 60'                                  | 74'                            |
| 23              | 4,5°                        | 27,8°                                                | 25,7°                                              | 57'                                  | 65'                            |
| 25              | 4,5°                        | 27,8°                                                | 26,6°                                              | 51'                                  | 65'                            |
|                 | 4,2°                        | 26,7°                                                | 25,9°                                              | 53'                                  | 53'                            |

Alcuni risultati degli esperimenti furono presentati ad una conferenza medica nel 1942 col titolo: "Problemi medici derivanti dal mare e dall'inverno".
Alla metà del 1943 il ciclo ebbe infine termine e Rascher spedì un rapporto a Himmler per informarlo dei risultati: per quanto efficace, il “riscaldamento animale” era meno rapido del bagno caldo, e dunque quest'ultimo risultava preferibile per rianimare le vittime del congelamento. Irrisolta restava invece la questione di come rimediare ai possibili danni all'organismo derivati da un brusco abbassamento della temperatura corporea.
In totale, furono eseguiti esperimenti che coinvolsero circa un centinaio di uomini e diverse decine di donne, zingare ed ebree.
La maggior parte dei soggetti sopravvisse, pur soffrendo posteriormente di insonnia, dolori articolari, bronchite e problemi circolatori. Gli scienziati nazisti conclusero che questo tipo di rianimazione era possibile, ma la donna doveva intervenire sulla vittima e cominciare a riscaldarla entro breve tempo.
Rascher annotò inoltre che il calore fornito dai corpi delle Rom era superiore a quello delle altre donne, e che, a differenza di queste, le zingare non mostravano alcuna inibizione nell'accettare rapporti sessuali con i soggetti, anche ripetuti, concludendo che ciò poteva essere attribuito al fatto che le popolazioni nomadi si trovassero a uno stadio più primitivo dell'evoluzione umana in accordo con l'idea nazista di superiorità della "razza ariana".